# Любане (гмина)
Любане (пол. Lubanie) — сельская гмина (волость) в Польше, входит как административная единица в Влоцлавский повет, Куявско-Поморское воеводство. Население — 4692 человека (на 2004 год).

## Палеогенетика
В деревне Бодзя (Польша) была обнаружена богатая могила воина (погребение E864/I), похороненного около 1010—1020 годов нашей эры вместе с тремя молодыми женщинами. При анализе ДНК у него определили Y-хромосомную гаплогруппу I1-M253 (субклад I1a-CTS9857/V3772>I1a-Z63>I1a-BY151>I1a-S2078>I1a-S2077) и митохондриальную гаплогруппу H1c. Аутосомно — Polish-like на 60,5 %. Все находящиеся там артефакты свидетельствуют о тесной связи с правящей элитой Киевской Руси, поэтому этот человек, вероятно, умерший от боевых ран, был в близких отношениях с великим князем киевским Святополком Окаянным. Этот мужчина (образец VK157) не был простым воином из княжеской свиты, но сам принадлежал к княжескому роду. Его захоронение — самое богатое на всём кладбище. В его могиле лежал меч типа Z (по Петерсену), украшенный в стиле Маммен, на бронзовом наконечнике пояса обнаружена тамга — двузубец князя Святополка Ярополчича Окаянного с крестовидной фигурой на правом зубце и волютообразной фигурой ниже треугольной ножки. Стронциевый анализ его зубной эмали показывает, что он не был местным жителем. Для района Бодзи установлен диапазон локальных значений 87Sr/86Sr от 0,7120 до 0,7135, в который попадает мужчина D165. Значения 87Sr/86Sr остальных 10 человек — в диапазоне от 0,709 до 0,711. Эти значения находятся в пределах диапазона, обсуждаемого для южной Скандинавии или Киевской области Украины или, также, частей северной Польши. Предполагается, что он прибыл в Польшу со Святополком и погиб в бою. Это соответствует событиям 1018 года, когда сам Святополк исчез после отступления из Киева в Польшу. Не исключено, что этот человек — сам Святополк. Анализ геральдических особенностей знака показал, что изготовление поясной гарнитуры следует относить ко времени туровского княжения Святополка — к 1008—1013 годам. Не исключено, что погребённый в могиле E-864/I молодой воин был мечником Святополка. У образца VK156 определили Y-хромосомную гаплогруппу R1a1a1b1a2a-Z92 и митохондриальную гаплогруппу J1c2c2a, у образца VK153 — Y-хромосомную гаплогруппу R1a1a-M198 и митохондриальную гаплогруппу H1c3, у образца VK155 — митохондриальную гаплогруппу H1c, у образца VK154 — митохондриальную гаплогруппу H1c3. Соотношения стабильных изотопов углерода и азота (δ 13 C и δ 15 N) костного коллагена лиц, погребëнных в средневековых элитных камерных могилах (вторая половина X — первая половина XI века) в Бодзе, а также в Пьене, Дзекановицах и Совинках, позволили определить их диету. Образцы рëберных костей были взяты у лиц, захороненных в камерных могилах. Результаты показывают, что диета элитных мужчин была основана на растениях C3 с возможным вкладом некоторого количества C4 растения (просо) и значительное потребление белков животного происхождения, включая рыбу. Костный коллаген углерода и азота мужских камерных погребений свидетельствовал о потреблении продуктов более высокого трофического уровня (мяса и рыбы), в то время как рацион женщин и молодëжи был подобен рациону простолюдинов.

## Соседние гмины
1. Гмина Бондково
2. Гмина Бобровники
3. Гмина Бжесць-Куявски
4. Гмина Ваганец
5. Влоцлавек